# Melalgus gracilipes
Melalgus gracilipes là một loài bọ cánh cứng trong họ Bostrichidae. Loài này được Blanchard miêu tả khoa học năm 1843.